# Municipio de Bauta
Municipio de Bauta är en kommun i Kuba.   Den ligger i provinsen Artemisa, i den västra delen av landet, 24 km sydväst om huvudstaden Havanna. Antalet invånare är 45 509. Arean är 157 kvadratkilometer.
Terrängen i Municipio de Bauta är huvudsakligen platt, men västerut är den kuperad.